# Adliswil
Adliswil (früher auch Adlisweil, in zürichdeutscher Mundart Atlischwiil/Adlischwiil [ɑtliʒ̊ʋiːl/ɑd̥liʒ̊ʋiːl], mit schwankender Betonung) ist eine politische Gemeinde im Bezirk Horgen des Schweizer Kantons Zürich. Sie ist seit den 1950er Jahren zu einer Kleinstadt in der Agglomeration der Stadt Zürich gewachsen.

## Geographie
Adliswil liegt im unteren Sihltal zwischen Albis und Zimmerberg an der Grenze zur Stadt Zürich. Der Wald umfasst ein Drittel der Gemeindefläche, das Siedlungsgebiet und der Verkehr beinahe die Hälfte, 20 % dienen noch der Landwirtschaft.

## Geschichte

Adliswil, historisches Luftbild vom 5. Oktober 1931, aufgenommen aus 600 Metern Höhe von Walter Mittelholzer

Hinweise auf Siedlungen geben die Gräber aus dem Frühmittelalter, die im Grüt nahe der Grenze zur Stadt Zürich gefunden wurden. Die Abhänge von Zimmerberg und Albis wurden zuerst besiedelt, da der Talgrund entlang der Sihl immer wieder durch Hochwasser gefährdet war.
Der Ortsname ist seit dem 11./12. Jahrhundert urkundlich belegt (um 1050 [cop. 16. Jh.] Adelenswile; vor 1140 ad Adololdiswile) und beruht auf einer Zusammensetzung aus dem althochdeutschen Personennamen Adalolt, älter Adalwalt, und dem bei alamannischen Gründungen häufigen Hinterglied -wīlāri zur Bezeichnung neuer Hofsiedlungen. Der Ortsname bedeutet damit «bei dem Gehöft des Adalwalt».
Seit 1475 ist eine Brücke über die Sihl belegt. Auch im 15. Jahrhundert ist die erste Mühle mit Wehr erwähnt. Die Grundherrschaft lag beim Gross- und Fraumünster Zürich sowie bei den Klöstern Muri und Rüti und ging 1406 an die Stadt Zürich über.
In den Jahren 1942 bis 1945 lag in Adliswil das zweitgrösste Internierungslager der Schweiz, das als Folge der deutschen Besetzung Südfrankreichs eingerichtet wurde. Es war in den Räumen einer stillgelegten mechanischen Seidenstoffweberei untergebracht. Insbesondere deutsche Juden, die zuvor in Südfrankreich Zuflucht gefunden hatten, versuchten sich danach in die Schweiz zu retten. Das Durchgangslager, das trotz seiner Grösse wegen der Abschirmung durch das Militär in der Bevölkerung wenig bekannt war, bot Platz für rund 500 Personen.

## Wappen und Fahne
Blasonierung:
Geteilt von Blau und Gold. Oben ein halber goldener Adler an der Teilung, unten ein halbes blaues Mühlerad
Adliswils Wappen und Fahne besteht aus einem gelben Adler auf blauem Grund und einem halben blauen Mühlerad auf gelbem Grund. Diese beiden Symbole beziehen sich auf zwei der ersten Gebäude, die es in Adliswil gab, nämlich das Restaurant «Adler» und die Mühle, die lange Zeit ein bisschen weiter flussaufwärts stand.

## Bevölkerung
| Bevölkerungsentwicklung | Bevölkerungsentwicklung | Bevölkerungsentwicklung | Bevölkerungsentwicklung | Bevölkerungsentwicklung | Bevölkerungsentwicklung | Bevölkerungsentwicklung | Bevölkerungsentwicklung | Bevölkerungsentwicklung | Bevölkerungsentwicklung | Bevölkerungsentwicklung | Bevölkerungsentwicklung |
| ----------------------- | ----------------------- | ----------------------- | ----------------------- | ----------------------- | ----------------------- | ----------------------- | ----------------------- | ----------------------- | ----------------------- | ----------------------- | ----------------------- |
| Jahr                    | 1634                    | 1836                    | 1900                    | 1941                    | 1960                    | 1990                    | 2010                    | 2012                    | 2016                    | 2021                    | 2022                    |
| Einwohner               | 315                     | 941                     | 4'717                   | 5'101                   | 9'078                   | 15'776                  | 16'488                  | 17'997                  | 18'651                  | 19'028                  | 19'243                  |

- Bevölkerungsdichte: 2476,78 Einw./km²
- Anzahl Haushalte: 8745 (Stand: 2023)[9]
- Konfessionszugehörigkeit: 18,02 % evangelisch-reformiert, 25,84 % römisch-katholisch, 56,14 % andere oder keine konfessionelle Zugehörigkeit (Stand: 2022)[10]

## Politik
- Grüne: 4
- SP: 6
- GLP: 3
- EVP: 2
- Mitte: 4
- FW: 4
- FDP: 6
- SVP: 7

Von der Einführung der Stadtordnung im Jahre 1974 bis ins Jahr 2010 leitete ein neunköpfiger Stadtrat die Verwaltung, seit 2010 sind es nur noch sieben Stadträte. Der Stadtrat (Exekutive) bestimmt mit der Legislative, dem 36-köpfigen Grossen Gemeinderat, das politische Geschehen.
Der Stadtrat als Kollegialbehörde mit 7 Mitgliedern ist vollziehendes Organ der Stadt Adliswil. Die stimmberechtigten Adliswiler wählen den Stadtrat alle vier Jahre nach dem Majorzwahlverfahren. Stadtpräsident ist seit dem 10. Juli 2018 Farid Zeroual (Die Mitte). Die übrigen Mitglieder des Stadtrates sind: Felix Keller (1. Vizepräsident, Ressort Bau und Planung, parteilos), Karin Fein (2. Vizepräsidentin, Ressort Finanzen, Freie Wähler), Markus Bürgi (Ressort Bildung, FDP), Carmen Marty Fässler (Ressort Werkbetriebe, SP), Mario Senn (Ressort Sicherheit, Gesundheit und Sport, FDP) und Marianne Oswald (Ressort Soziales, Grüne).
Bei der Nationalratswahl 2019 erreichten die Parteien folgende Wähleranteile: SVP 28,52 %, SP 17,62 %, FDP 14,43 %, glp 11,18 %, Grüne 11,06 %, CVP 8,98 %, EVP 3,06 %, BDP 1,99 % und andere (9) 3,16 %.
Die Wähleranteile bei der Nationalratswahl 2023: SVP 27,82 % (−0,70 %), SP 20,24 % (+2,62 %), FDP 16,07 % (+1,64 %), Die Mitte 12,38 % (+1,42 %), Grüne 8,29 % (−2,87 %), glp 8,19 % (−2,99 %), EVP 3,22 % (+0,15 %) und andere (14) 3,89 % (−0,73 %).

## Wirtschaft
Einen starken Wachstumsschub erlebte die Gemeinde im 19. Jahrhundert durch die Industrialisierung, während der ein grosser Spinnereibetrieb, die Mechanische Seidenweberei Adliswil (MSA), aufgebaut wurde. Im Ort befand sich auch der Schokoladenhersteller Norma, der später in der Firma Cima-Norma S.A. in Dangio-Torre aufging.
Heute arbeiten viele der Einwohner in Zürich. Der überwiegende Teil der ansässigen Unternehmen ist im tertiären Sektor tätig. Insbesondere haben Versicherungen (Generali, Schweizerische Rückversicherungs-Gesellschaft) einen Teil ihrer Verwaltung in Adliswil angesiedelt. Der liechtensteinische Werkzeughersteller Hilti hat seinen Schweizer Geschäftssitz in Adliswil. Es arbeiten in allen Sektoren insgesamt rund 5000 Personen in Adliswil.

## Infrastruktur
Gas
Für den Ausbau und den Unterhalt des örtlichen Gasnetzes ist Energie 360° zuständig.
Kanalisation
Die Stadt Adliswil unterhält über 100 Kilometer Kanalisation, wodurch täglich rund 8 Millionen Liter Abwasser in die Abwasserreinigungsanlage (ARA) Sihltal befördert wird. Das geklärte Abwasser wird anschliessend in die Sihl eingeleitet. Zu den Verbandsgemeinden gehören neben Adliswil auch Langnau am Albis und Thalwil (Gattikon).
Stromnetz
Für den Netzstrom und die öffentliche Beleuchtung sind die Elektrizitätswerke des Kantons Zürich (EKZ) zuständig.
Wasserversorgung
Für den Betrieb und den Unterhalt der örtlichen Wasserversorgung ist Energie 360° zuständig.

## Verkehr
Der Bahnhof Adliswil liegt an der Sihltalbahn S 4 Zürich HB – Adliswil – Langnau-Gattikon (– Sihlwald)  der Sihltal-Zürich-Uetliberg-Bahn (SZU), die Teil des Zürcher Verkehrsverbundes ist. An den Wochenenden fährt auch die Nachtlinie SN4 . Parallel dazu führt eine Hauptstrasse von Zürich durch Adliswil über Sihlbrugg in den Kanton Zug.
Auf dem Gemeindegebiet der Stadt Adliswil wird die 1954 erbaute Luftseilbahn Adliswil–Felsenegg (LAF) im Auftrag der Eigentümer von der SZU betrieben. Die LAF ist die einzige öffentliche Luftseilbahn im Kanton Zürich.

## Kirchen und Tempel
In Adliswil gibt es vier christliche Kirchen und einen hinduistischen Tempel:
- Die reformierte Kirche Adliswil steht auf einer Anhöhe südlich des Zentrums. Sie wurde 1898 errichtet.
- Die römisch-katholische Kirche Hl. Dreifaltigkeit wurde von August Hardegger 1904 erbaut.
- Die evangelisch-methodistische Kirche steht an der Grundstrasse.
- Das Lokal der Chrischona-Gemeinde steht an der Austrasse.
- Der Sri-Sivasubramaniar-Tempel am Sihlweg ist eines der zwanzig hinduistischen Heiligtümer in der Schweiz.

## Vereine
Angefangen vom 1911 gegründeten Fussballverein FC Adliswil über den Turnverein, die Musik- und Gesangsvereine, Theater Adliswil bis zu den vielen ethnischen Bevölkerungsgruppen, die sich organisiert haben, sind in Adliswil über 130 Vereine zu finden. Der Ort ist Sitz des Autismus Forum Schweiz und von Radio Maria.

## Persönlichkeiten
- Izer Aliu (* 1999), Fussballspieler
- Stefan Bachmann (* 1993), Schriftsteller
- Emil Bär (1859–1932), Lehrer und Historiker
- Margrit Baur (1937–2017), Schriftstellerin
- Patrick Biagioli (* 1967), Sänger, Schauspieler und Musicaldarsteller
- Dominik Blum (* 1964), Musiker und Dirigent
- John Brack (1950–2006), Musiker
- Bettina Bunge (* 1963), deutsche Tennisspielerin
- Regula Egger (* 1958), Leichtathletin
- Franz Fassbind (1919–2003), Schriftsteller, Dramatiker und Journalist
- Mario Fehr (* 1958), Politiker
- Raymond Fein (* 1950), Musiker und TV-Showmaster
- Rolf Fringer (* 1957), Fussballtrainer
- Dennis Furrer (* 1980), Mundart-Reggae-Sänger
- Sophie Gasser (1892–1978), Schriftstellerin
- Thomas Greminger (* 1961), Diplomat, wuchs in Adliswil auf
- Hannes Gruber (1928–2016), Kunstmaler
- Alois Günthard (1913–1976), Gemeindepräsident und Zürcher Regierungsrat
- Hansueli Gürber (1951–2022), Jugendanwalt, wohnte in Adliswil
- Heinrich Hunziker (1879–1982), Mediziner
- Peter Holenstein (1946–2019), Journalist und Buchautor
- Alex Hug (* 1943), Chorleiter und Organist
- Max Janser (* 1943), Radrennfahrer
- Jürgmeier (bürgerlich Jürg Meier, * 1951), Publizist und Schriftsteller
- Pjotr Kraska (1946–2016), Aktionskünstler, Autor und Behördenkritiker
- Kamil Krejčí (* 1961), Schauspieler, Regisseur, Autor
- Ferdy Kübler (1919–2016), Radrennfahrer
- Thomas Maier (* 1975), Physiker und Politiker
- Felix Mettler (1945–2019), Schriftsteller
- Peter Müller (* 1957), Skirennfahrer
- Che Peyer (* 1950), Musiker
- Emil Ruh (1884–1946), Komponist und Dirigent
- Johannes Schmid-Kunz (* 1964), Volksmusiker, Tanzleiter und Kulturmanager
- Simone Wild (* 1993), Skirennfahrerin
- Lionel Spitz (* 2001), Leichtathlet
- Wasiliki Goutziomitros (* 1977), Journalistin

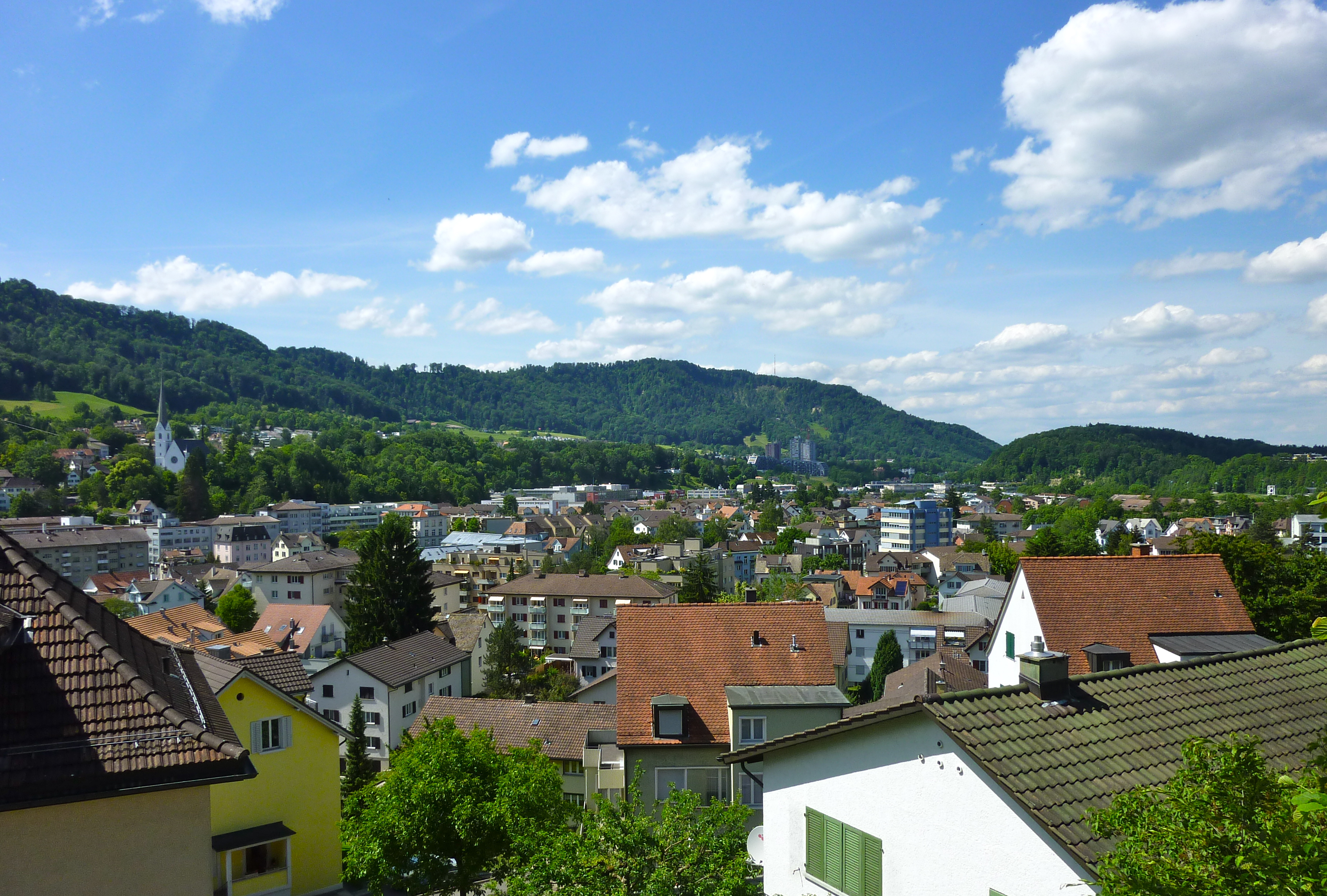
Adliswil, Blick zum Üetliberg
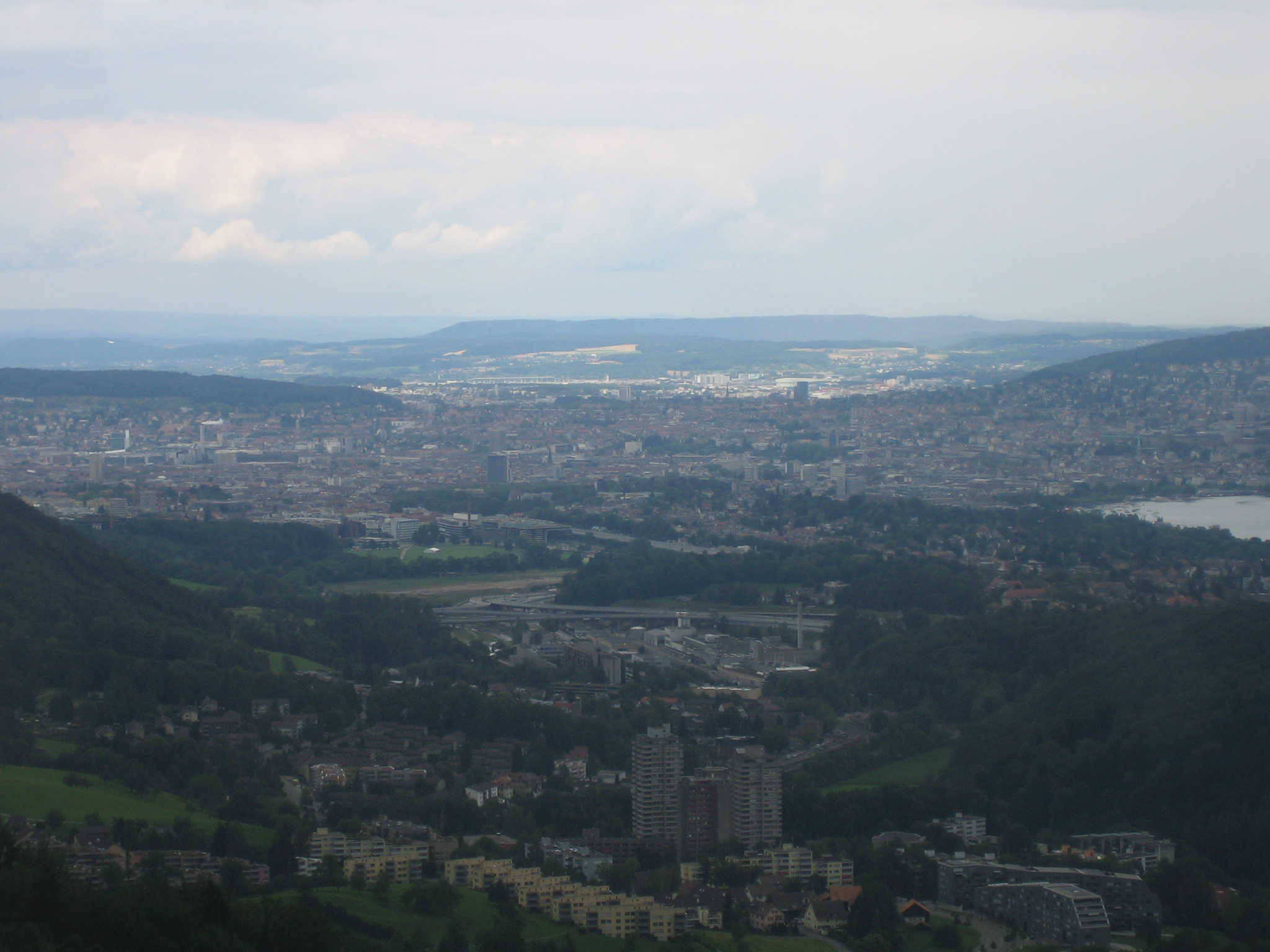
Adliswil, Blick nach Nordosten
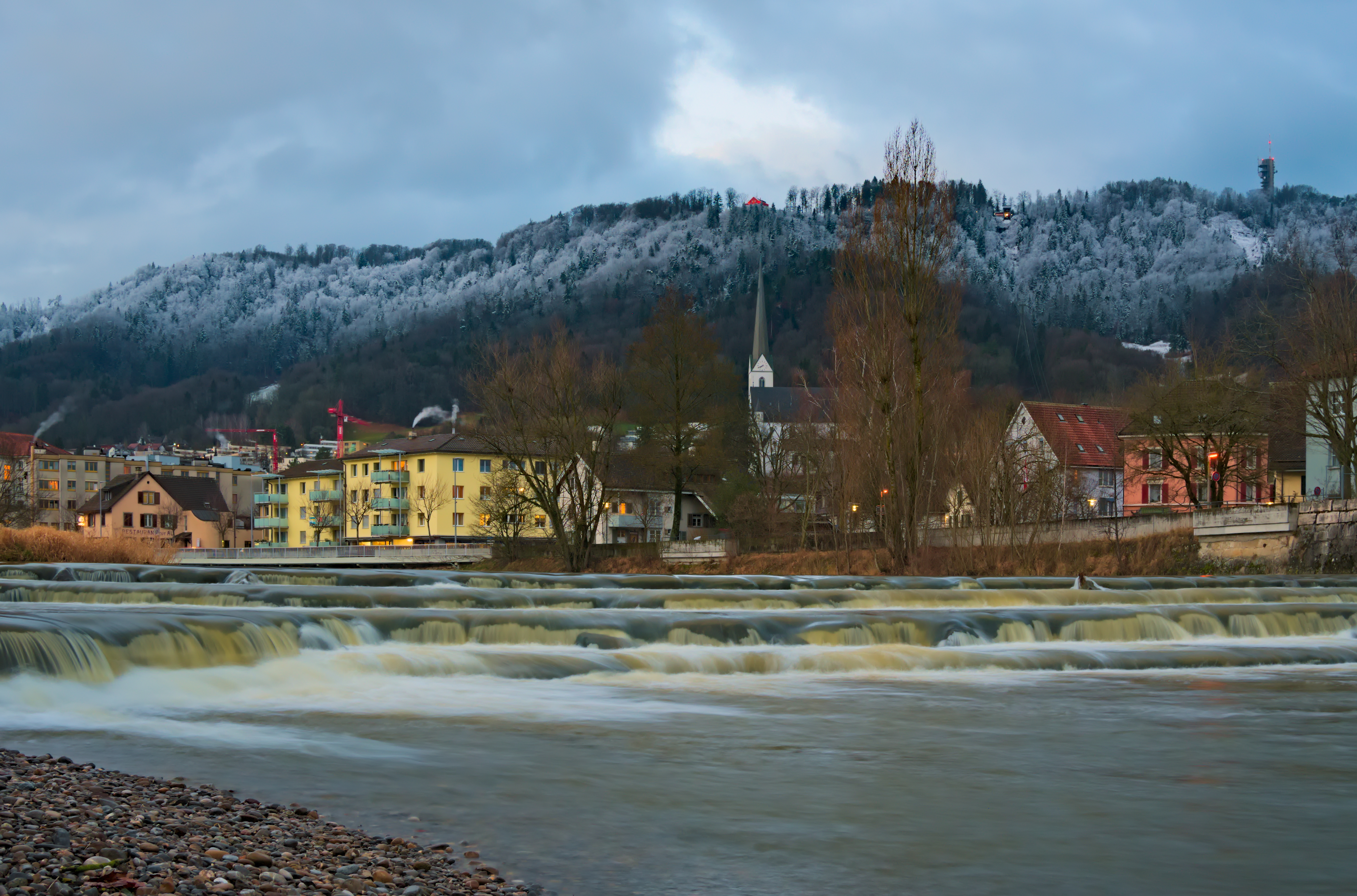
Adliswil, Sihl und Felsenegg
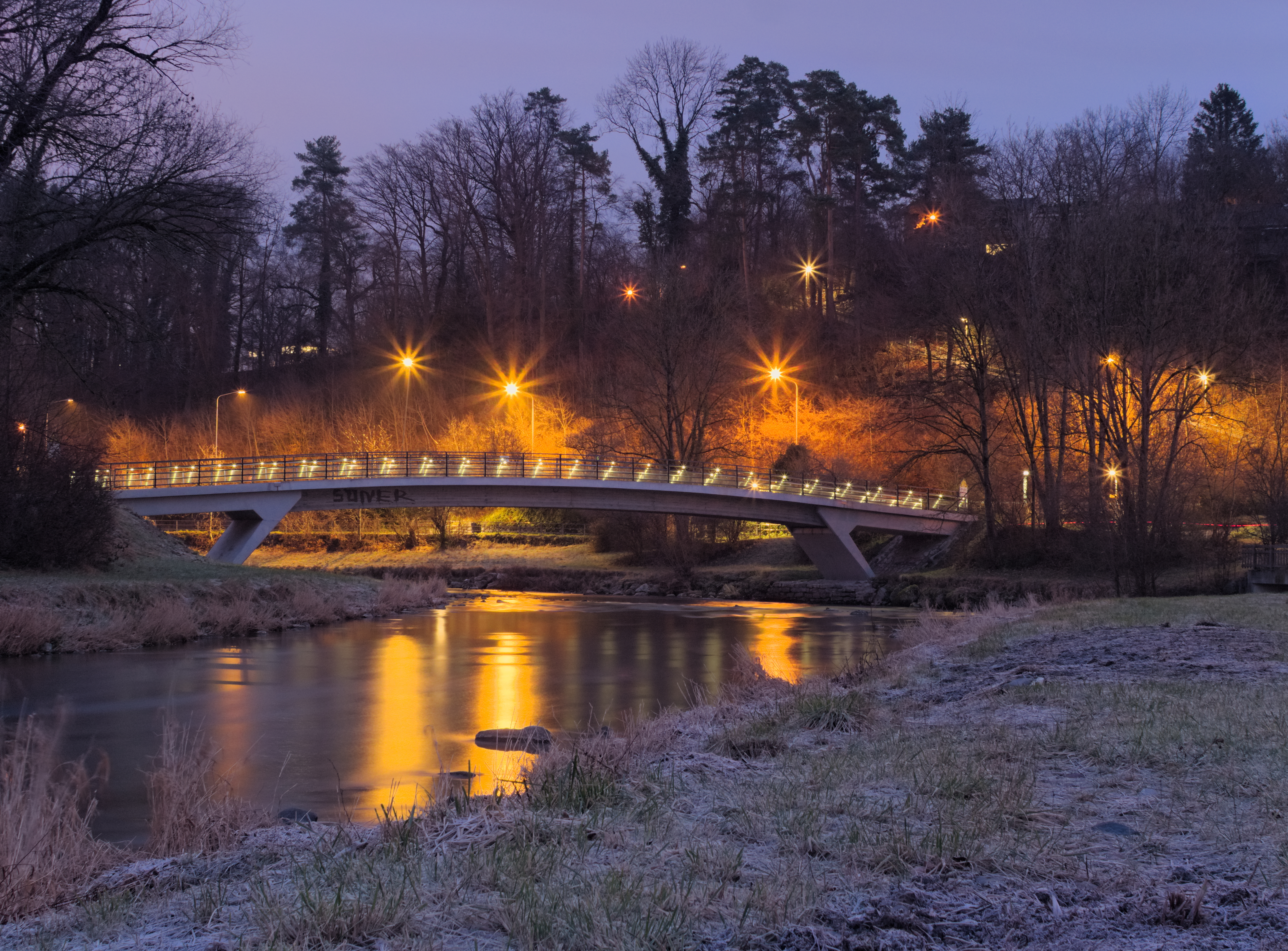
Werdsteg in der Morgendämmerung